# جرائم صغيرة (فلم)
جرائم صغيرة (بالإنجليزية: Small Crimes) فيلم جريمة ودراما أمريكي. من إخراج إيفان كاتز، مبني على رواية الكاتب ديف زيلتسيرمان وبطولة نيكولاي كوستر والداو. توفر الفيلم للعرض حسب الطلب على نتفليكس في 28 أبريل، 2017.

## الممثلين والشخصيات

### شخصيات رئيسية
- نيكولاي كوستر والداو بدور جو دينتون[3]
- غاري كول بدور دان بليزانت
- مولي باركر بدور تشارلوت بويد
- ميكون بلير بدور سكوتي كالدويل

## وصلات خارجية
- جرائم صغيرة على نتفليكس
- مقالات تستعمل روابط فنية بلا صلة مع ويكي بيانات